# Yekaterina Kramarenko
Yekaterina Aleksándrovna Kramarenko (en ruso: Екатерина Александровна Крамаренко; San Petersburgo, Rusia, 22 de abril de 1991) es una gimnasta artística rusa, medallista mundial de bronce en 2014 en el concurso por equipos. Su apodo es Katya y sus aficiones son la música, ir al cine y la manicura. Estudió coaching en la Universidad Estatal Nacional de Educación Física, Deporte y Salud de Lesgaft, en San Petersburgo.

## 2007
En el Campeonato Europeo de Ámsterdam 2007, gana el bronce en barras asimétricas.

## 2014
En el Mundial celebrado en Nanning (China) consigue el bronce en el concurso por equipos —Rusia queda Estados Unidos (oro) y China (plata); sus compañeras de equipo fueron: Aliya Mustafina, Tatiana Nabieva, Mariya Jarenkova, Alla Sosnitskaya, Daria Spiridonova y Polina Fedorova.